# Turmhügel Höhenberg
Der Turmhügel Höhenberg ist eine abgegangene spätmittelalterliche Höhenburg die zum Typus der Turmhügelburg (Motte) gezählt wird. Sie befindet sich in einem Waldstück 500 Meter nordöstlich von Höhenberg, einem Ortsteil der Gemeinde Dietersburg im Landkreis Rottal-Inn in Bayern. Die Anlage wird als Bodendenkmal unter der Aktennummer  D-2-7543-0006 im Bayernatlas als „Turmhügel des späten Mittelalters und der frühen Neuzeit mit teilweise abgegangenem Wirtschaftshof ("Sitz Höhenberg")“ geführt.

## Beschreibung
Die frühere Turmhügelburg liegt auf einem schmalen, leicht abfallenden nach Nordwest gerichteten Geländesporn, der sich im Zwickel zweier kleiner Bachläufe befindet.
Nach älteren Angaben hatte der Turmhügel einst eine Höhe von 15 Metern, infolge von Kiesabbau im Zentrum des Hügels wurde seine Höhe stark reduziert auch sonst ist die Anlage durch den Abbau stark gestört. Heute ist der Hügel nur noch als ringwallartiger Rest erhalten, an seiner Nordwestseite befindet sich eine Unterbrechung, der Zugang zur Abbaustelle. Der Hügelrest weist im Zentrum noch eine Höhe von zwei Meter über seiner Basis auf, der stehengelassene Rest an der Außenseite des Hügels erreicht noch eine Höhe von fünf Meter und fällt sehr steil nach innen ab. Der Durchmesser der Anlage beträgt etwa 80 Meter. Ein Graben ist heute nicht mehr erkennbar, soll früher jedoch vorhanden gewesen sein.
An der Oberfläche des Hügelrestes treten mittelalterliche Keramikscherben und Bruchstücke von Dachziegeln auf.
Südöstlich des Turmhügels befand sich ein zugehöriger Wirtschaftshof, der heute noch teilweise vorhanden ist.
Der Turmhügel wird grob auf das Spätmittelalter datiert.
Die Stelle ist heute als Bodendenkmal Nummer D-2-7543-0006: Turmhügel des späten Mittelalters und der frühen Neuzeit mit teilweise abgegangenem Wirtschaftshof ("Sitz Höhenberg") geschützt.